# Acraea pelasgius
Acraea pelasgius är en fjärilsart som beskrevs av Grose-smith 1900. Acraea pelasgius ingår i släktet Acraea och familjen praktfjärilar. Inga underarter finns listade i Catalogue of Life.